# Sassafras
Sassafras is de botanische naam van een genus, dat de leverancier is van sassafrasolie. Deze olie werd voor het eerst in 1602 als wondermiddel geïmporteerd uit Amerika. Uit sassafrasolie kan ook MDMA worden gesynthetiseerd.
Omdat de wortel en bast de kankerverwekkende safrol bevatten, mogen enkel de bladeren nog gebruikt worden voor commerciële vervaardiging van voedingsmiddelen. De bladeren worden gebruikt voor file-poeder in bijvoorbeeld gumbo. De bladvorm van de Amerikaanse soort is notoir variabel. Sassafras albidum wordt ook als specerij gebruikt.
Het genus telt maar enkele soorten, met één soort in Amerika (Sassafras albidum) en de rest in Azië (deze zijn ooit wel afgesplitst als Pseudosassafras). Het zijn bomen die hout leveren dat scherp ruikt. Het hout was vooral populair voor stokken in kippenstallen en voor bedsteden, omdat het ongedierte (luizen) zou verjagen. Het hout lijkt enigszins op kastanjehout.

## Beschrijving
Sassafrasbomen groeien van 9–35 m lang met veel slanke sympodiale takken en gladde, oranjebruine schors of gele schors. Alle delen van de planten zijn geurig. De soort is ongebruikelijk in het hebben van drie verschillende bladpatronen op dezelfde plant: niet-bedekte ovaal, tweelobbig (wantvormig) en drielobbig (drieledig); de bladeren zijn nauwelijks vijflobbig. Bladeren met drie lobben komen vaker voor in Sassafras tzumu en Sassafras randaiense dan in hun Noord-Amerikaanse tegenhangers, hoewel bladeren met drie lobben soms voorkomen op Sassafras albidum. De jonge bladeren en twijgen zijn vrij slijmerig en produceren een citrusachtige geur wanneer ze worden geplet. De kleine, gele bloemen zijn over het algemeen met zes bloemblaadjes. Sassafras albidum en Sassafras hesperia zijn tweehuizig, met mannelijke en vrouwelijke bloemen op afzonderlijke bomen, terwijl Sassafras tzumu en Sassafras randaiense mannelijke en vrouwelijke bloemen hebben die op dezelfde bomen voorkomen. De vrucht is een steenvrucht, blauwzwart als hij rijp is. De grootste bekende sassafrasboom ter wereld staat in Owensboro, Kentucky, en is meer dan 100 voet hoog en 21 voet in omtrek.

## Taxonomie
Het geslacht Sassafras werd voor het eerst beschreven door de Boheemse botanicus Jan Presl in 1825. De naam "sassafras", toegepast door de botanicus Nicolas Monardes in 1569, komt van de Franse sassafras. Sommige bronnen beweren dat het afkomstig is van het Latijnse saxifraga of saxifragus: "stenen breken"; saxum "rock" + frangere "to break"). Sassafrasbomen behoren niet tot de familie Saxifragaceae. Vroege Europese kolonisten meldden dat de plant winauk werd genoemd door indianen in Delaware en Virginia en pauane door de Timucua. Inheemse Amerikanen maakten onderscheid tussen witte sassafras en rode sassafras, termen die verwijzen naar verschillende delen van dezelfde plant maar met verschillende kleuren en toepassingen. Sassafras stond bekend als venkelhout vanwege zijn onderscheidende aroma.

## Soorten
Het geslacht Sassafras omvat vier soorten, drie bestaande en één uitgestorven. Sassafras-planten zijn endemisch in Noord-Amerika en Oost-Azië, met twee soorten in elke regio die zich onderscheiden door enkele belangrijke kenmerken, waaronder de frequentie van drielobbige bladeren (vaker in Oost-Aziatische soorten) en aspecten van hun seksuele reproductie (Noord-Amerikaans soorten zijn tweehuizig).Taiwanese sassafras, Taiwan, wordt door sommige botanici in een ander geslacht behandeld als Yushunia randaiensis (Hayata) Kamikoti, hoewel dit niet wordt ondersteund door recent genetisch bewijs, waaruit blijkt dat Sassafras monofyletisch is.

### Noord-Amerika
- Sassafras albidum (Nuttall) Nees - sassafras, witte sassafras, rode sassafras of zijdeachtige sassafras, oostelijk Noord-Amerika, van het zuidelijkste Ontario, Canada door de oostelijke Verenigde Staten, zuidelijk tot centraal Florida en westelijk tot zuidelijk Iowa en East Texas, voorheen Wisconsin
- † Sassafras hesperia (Berry) - westelijk Noord-Amerikaans, uit de Eocene Klondike Mountain Formation van Washington en Brits Columbia; uitgestorven, alleen bekend van fossielen.

### Oost-Azië
- Sassafras tzumu (Hemsl.) Hemsl. – Chinese sassafras of tzumu, centraal- en zuidwestelijk China
- Sassafras randaiense (Hayata) Rehd. – Taiwan

## Verspreiding en habitat
Veel Lauraceae zijn aromatische, groenblijvende bomen of struiken aangepast aan hoge regenval en vochtigheid, maar het geslacht Sassafras is bladverliezend. Bladverliezende sassafrasbomen verliezen een deel van het jaar al hun bladeren, afhankelijk van variaties in regenval. In bladverliezende tropische Lauraceae valt bladverlies samen met het droge seizoen in tropische, subtropische en dorre gebieden. In gematigde klimaten is het droge seizoen te wijten aan het onvermogen van de plant om water te absorberen dat alleen beschikbaar is in de vorm van ijs. Sassafras wordt vaak gevonden in open bossen, langs hekken of in velden. Het groeit goed in vochtige, goed doorlatende of zandige leemgronden en verdraagt een verscheidenheid aan grondsoorten en bereikt een maximum in zuidelijke en nattere verspreidingsgebieden. Sassafras albidum varieert van zuidelijk Maine en zuidelijk Ontario westelijk tot Iowa, en zuid tot centraal Florida en oostelijk Texas in Noord-Amerika. Sassafras tzumu is te vinden in Anhui, Fujian, Guangdong, Guangxi, Guizhou, Hubei, Hunan, Jiangsu, Sichuan, Yunnan en Zhejiang, China. Sassafras randaiense komt oorspronkelijk uit Taiwan.

## Belangrijk voor dieren in het wild
De bladeren, schors, twijgen, stengels en vruchten worden in kleine hoeveelheden gegeten door vogels en zoogdieren. Voor de meeste dieren wordt sassafras niet in voldoende grote hoeveelheden geconsumeerd om belangrijk te zijn, hoewel het in sommige gebieden een belangrijk hertenvoer is. Carey en Gill beoordelen de waarde voor dieren in het wild als redelijk, hun laagste score. Sassafras bladeren en twijgen worden geconsumeerd door witstaartherten en stekelvarkens. Andere bladgrazers van sassafras zijn onder meer bosmarmotten, moeraskonijnen en Amerikaanse zwarte beren. Konijnen eten sassafras-schors in de winter. Amerikaanse bevers snijden sassafras stengels. Sassafrasvruchten worden gegeten door vele soorten vogels, waaronder boomkwartels, oostelijke koningstirannen, grote kuiftirannen, phoebe's, wilde kalkoenen, grijze katvogels, noordelijke gouden grondspechten, Noord-Amerikaanse helmspechten, donsspechten, lijsters, vireo's en noordelijke spotlijsters. Sommige kleine zoogdieren consumeren ook sassafrasvruchten.

## Menselijk gebruik

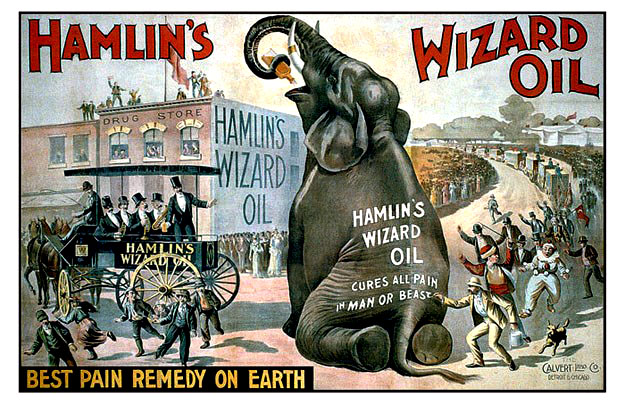
Sassafras werd gebruikt in Wizard Oil

Alle delen van sassafrasplanten, inclusief wortels, stengels, takjesbladeren, schors, bloemen en fruit, worden gebruikt voor culinaire, medicinale en aromatische doeleinden, zowel in gebieden waar ze endemisch zijn als in gebieden waar ze werden geïmporteerd, zoals Europa. Het hout van sassafrasbomen wordt gebruikt als materiaal voor het bouwen van schepen en meubels in China, Europa en de Verenigde Staten en sassafras speelde een belangrijke rol in de geschiedenis van de Europese kolonisatie van het Amerikaanse continent in de 16e en 17e eeuw. Sassafras-twijgen worden gebruikt als tandenborstels of lucifers.

### Culinair gebruik
Sassafras albidum is een belangrijk ingrediënt in sommige afzonderlijke voedingsmiddelen in de Verenigde Staten. Het is het hoofdingrediënt in traditioneel wortelbier en sassafras-wortelthee, en gemalen bladeren van sassafras zijn een onderscheidend additief in de Creoolse keuken van Louisiana. (Zie het artikel over filépoeder en een veel voorkomend verdikkings- en smaakstof in gumbo.) Methoden voor het koken met sassafras combineren dit ingrediënt afkomstig uit Amerika met traditionele Noord-Amerikaanse, evenals Europese, culinaire technieken, om een unieke mix van Creools te creëren keuken, en sommigen denken dat ze sterk worden beïnvloed door een mix van culturen.  Sassafras wordt niet langer gebruikt in commercieel geproduceerd wortelbier omdat Sassafras-olie in 1960 door de FDA werd verboden voor gebruik in commercieel massaproducten en medicijnen vanwege gezondheidsrisico's over de carcinogeniteit van safrol, een belangrijk bestanddeel van sassafrasolie, in dierstudies. Sassafras bladeren en bloemen worden ook gebruikt in salades en om vetten op smaak te brengen of vlees te behandelen.

### Traditioneel medicinaal gebruik
Talrijke Indiaanse stammen gebruikten de bladeren van sassafras om wonden te behandelen door de bladeren rechtstreeks in een wond te wrijven en gebruikten verschillende delen van de plant voor veel medicinale doeleinden, zoals de behandeling van acne, urinewegaandoeningen en ziekten die de lichaamstemperatuur verhoogden, zoals hoge koorts. Oost-Aziatische soorten sassafra's zoals Sassafras tzumu en Sassafras randaiense worden in de Chinese geneeskunde gebruikt om reuma en trauma te behandelen. Sommige moderne onderzoekers concluderen dat de olie, wortels en schors van sassafras pijnstillende en antiseptische eigenschappen hebben. Verschillende delen van de sassafrasplant (inclusief de bladeren en stengels, de schors en de wortels) worden gebruikt voor:
- scheurbuik, huidzweren, nierproblemen, tandpijn, reuma, zwelling, menstruatiestoornissen en seksueel overdraagbare aandoeningen, bronchitis, hypertensie en dysenterie. Het wordt ook gebruikt als een fungicide, tandpasta, rubefacient, diaphoreticum, parfum, windafdrijvend middel en zweetmiddel.

Vóór de twintigste eeuw genoot Sassafras een grote reputatie in de medische literatuur, maar werd gewaardeerd om zijn vermogen om de smaak van andere geneesmiddelen te verbeteren. Sassafras hout en olie werden beide gebruikt in de tandheelkunde. Vroege tandenborstels werden gemaakt van sassafras takjes of hout vanwege de aromatische eigenschappen. Sassafras werd ook gebruikt als een vroeg tandheelkundig anestheticum en ontsmettingsmiddel.

### Gebruik als hout
Sassafras albidum wordt vaak gekweekt als sierboom vanwege zijn ongewone bladeren en aromatische geur. Buiten zijn geboortegebied wordt het af en toe in Europa en elders geteeld. Het duurzame en mooie hout van sassafrasplanten wordt gebruikt in de scheepsbouw en meubelmakerij in Noord-Amerika, in Azië en in Europa (zodra Europeanen in de plant werden geïntroduceerd). Sassafras-hout werd ook gebruikt door indianen in het zuidoosten van de Verenigde Staten als een vuurstarter vanwege de ontvlambaarheid van de natuurlijke oliën in het hout en de bladeren.

### Olie- en aromatische toepassingen
Stoomdestillatie van gedroogde wortelschors produceert een etherische olie met een hoog safrolgehalte, evenals aanzienlijke hoeveelheden verschillende andere chemicaliën zoals kamfer, eugenol (inclusief 5-methoxyeugenol), asaron en verschillende sesquiterpenen. Veel andere bomen bevatten even hoge percentages en hun geëxtraheerde oliën worden soms aangeduid als sassafrasolie, die ooit uitgebreid werd gebruikt als een geur in parfums en zeep, voedsel en voor aromatherapie. Safrole is een precursor voor de clandestiene productie van MDMA (XTC) en andere amfetamines. Als zodanig zijn de verkoop en import van sassafrasolie (als een safrole-bevattend mengsel met een bovengrensconcentratie) sterk beperkt in de VS Sassafras-olie wordt ook gebruikt als een natuurlijk afschrikmiddel voor insecten of ongedierte en in likeuren (zoals Godfrey's op opiumbasis) en in zelfgemaakte drank om sterke of onaangename geuren te maskeren. Sassafras-olie is ook toegevoegd aan zeep en andere toiletartikelen. Het is in de Verenigde Staten verboden voor gebruik in commercieel in massa geproduceerde voedingsmiddelen en medicijnen door de FDA als potentieel carcinogeen.

### Commercieel gebruik
Voor een meer gedetailleerde beschrijving van het gebruik door inheemse volkeren van Noord-Amerika en een geschiedenis van het commerciële gebruik van Sassafras albidum door Europeanen in de Verenigde Staten in de 16e en 17e eeuw, zie het artikel over de bestaande Noord-Amerikaanse soorten Sassafras, Sassafras albidum. In moderne tijden is de sassafrasplant gekweekt en geoogst voor de extractie van sassafrasolie. Het wordt gebruikt in een verscheidenheid van commerciële producten. Of hun syntheses, zoals de insecticide synergetische verbinding piperonylbutoxide. Deze planten worden voornamelijk geoogst voor commerciële doeleinden in Azië en Brazilië.